# Des Moines (Iowa)
Des Moines (spreek uit als [dimmoin]) is de hoofdstad van de Amerikaanse staat Iowa. De stad is gesticht in 1846 en heeft 203.433 inwoners (2010). Ze ligt aan de samenvloeiing van de rivieren de Racoon en de Des Moines, door de Fransen Rivière Des Moines (Monnikenrivier) genoemd, waarvan de naam van de stad is afgeleid. Des Moines ligt in het hart van de Corn Belt, een groot landbouwgebied waar traditioneel veel maïs en andere graansoorten worden verbouwd, en is tevens hoofdstad van Polk County.
In Des Moines zijn veel hoofdkantoren van verzekeringsmaatschappijen gevestigd.
Het capitoolgebouw van Des Moines heeft als een van de weinige Amerikaanse capitoolgebouwen een koepel die met echt goud is bekleed. Het is gebouwd tussen 1871 en 1896.
Een van de bekendste mensen uit Des Moines is de auteur Bill Bryson. Hij schreef onder andere een boek over zijn jeugd in Des Moines in de jaren vijftig ("Life and Times of the Thunderbolt Kid", 2006).
Ook komen verschillende leden van de heavymetalband Slipknot uit Des Moines.

## Demografie
Van de bevolking is 12,4% ouder dan 65 jaar en bestaat voor 31,9% uit eenpersoonshuishoudens. De werkloosheid bedraagt 2,6% (cijfers volkstelling 2000).
Ongeveer 6,6% van de bevolking van Des Moines bestaat uit hispanics en latino's, 8,1% is van Afrikaanse oorsprong en 3,5% van Aziatische oorsprong.
Het aantal inwoners steeg van 193.333 in 1990 naar 203.433 in 2010.

## Industrie
In Des Moines is de grootste en oudste Bridgestone/Firestone tractorbandenfabriek gevestigd. Deze gaat terug tot 1926 en is hier opgericht vanwege de geografische ligging in de agrarische mid-west.

## Algemeen Amerikaans
In de twintigste eeuw heeft zich in de Verenigde Staten een algemeen, niet-plaatsgebonden accent ontwikkeld, General American genaamd. Dit accent komt zeer verregaand overeen met het dialect van Iowa; men kan Des Moines dan ook wel het "Haarlem van de Verenigde Staten" noemen.

## Klimaat
In januari is de gemiddelde temperatuur −7,0 °C, in juli is dat 24,8 °C. Jaarlijks valt er gemiddeld 841,2 mm neerslag (gegevens op basis van de meetperiode 1961-1990).

## Stedenband
- Saint-Étienne (Frankrijk), sinds 1984

## Plaatsen in de nabije omgeving
De onderstaande figuur toont nabijgelegen plaatsen in een straal van 12 km rond Des Moines.

## Bekende inwoners van Des Moines

### Geboren
- Claire Dodd (1908-1973), actrice
- Frank Wykoff (1909-1980), atleet
- George Ball (1909-1994), diplomaat
- Cloris Leachman (1926-2021), actrice
- Halston (1932-1990), modeontwerper
- Jim Inhofe (1934-2024), senator voor Oklahoma
- Stanley B. Prusiner (1942), neuroloog, biochemicus en Nobelprijswinnaar (1997)
- Stephen Collins (1947), acteur
- Bill Bryson (1951), journalist en schrijver
- Gregory Alan Williams (1956), acteur en auteur
- David Anthony Higgins (1961), acteur
- Shawn Crahan (1969), percussionist
- Chris Fehn (1972), percussionist
- Mick Thomson (1973), gitarist
- Corey Taylor (1973), zanger
- Joey Jordison (1975-2021), muzikant en producer
- Lolo Jones (1982), hordeloopster
- Zach Stoppelmoor (1999), schaatser
- Caitlin Clark (2002), basketballer